# Finesa
Finesa aviona je međusobni odnos aerodinamičkih sila uzgona (Rz) i sila otpora (Rx). Prikazuje se brojem koji pokazuje koliko puta je sila uzgona veća od sile otpora pri nekom napadnom kutu.  
Povećanjem napadnog kuta nultog uzgona povećava se i finesa sve do jednog određenog napadnog kuta na kojem dostiže svoju maksimalnu vrijednost (napadni kut najbolje finese). Daljnjim povećanjem napadnog kuta finesa se smanjuje.

### Formula
{\displaystyle \mathbf {} F={\frac {Cz}{Cx}}={\frac {Rz}{Rx}}={\frac {D}{H}}}
F - finesa
Cz - koeficijent sile uzgona
Cx - koeficijent sile otpora
Rz - sila uzgona
Rx - sila otpora
D - dužina
H - visina

## Primjer
Primjer prikazuje finesu koja svoju najveću vrijednost ima na napadnom kutu od 8°. Dijagram odnosa finese i napadnog kuta određuje se za svaki avion posebno. Njegov izgled i na kojem će napadnom kutu finesa biti najveća ovisi o obliku aeroprofila i samog oblika krila. 